# Black Water (2018)
Black Water (auch Black Water – Gefangen in der Tiefe) ist ein Actionfilm von Pasha Patriki mit Jean-Claude Van Damme und Dolph Lundgren in den Hauptrollen. Er wurde am 25. Mai 2018 in Deutschland als Blu-ray und auf DVD veröffentlicht.

## Handlung
Scott Wheeler, ein Deep-Cover-Agent der CIA, erwacht zusammen mit einem anderen Gefangenen, Marco, an Bord eines nachgerüsteten Atom-U-Bootes in einer CIA-Blacksite. Mit der Hilfe eines Rookie-Agenten und von Marco muss er fliehen und herausfinden, wer ihn eingesperrt hat.
Er geht seine jüngsten Erinnerungen durch. Wheeler, sucht zusammen mit seiner Partnerin Melissa Ballard nach einem Leck in der CIA, indem er ein USB-Laufwerk verwendet, für dessen Aktivierung zwei Komponenten erforderlich sind. Ballard trägt den Antrieb, während Wheeler den Aktivierungsschlüssel trägt. Am nächsten Tag werden die beiden angegriffen. Während er versucht zu fliehen, wird Ballard augenscheinlich getötet. Wheeler schafft es zu fliehen. Er kontaktiert seinen Händler, um sich mit ihm zu treffen. Beim Treffen findet er diesen tot vor. Wheeler wird daraufhin von Agent Ferris gefangen genommen und unter Drogen gesetzt, da dieser glaubt, Wheeler sei für den Tod seiner CIA-Kollegen verantwortlich. Agent Rhodes dagegen glaubt, Wheeler sei unschuldig. Er wird zum Verhör zu einem U-Boot gebracht, wo sie dessen Besatzung treffen. Die U-Boot-Besatzung wird zwischen denjenigen aufgeteilt, die das U-Boot bedienen, angeführt von Captain Darrow, der Sicherheitsmannschaft, angeführt von Kingsley und den CIA-Agenten Cassie Taylor und Ellis Ryan. Wheeler wacht auf und es wird zurück zum Anfang des Filmes geschaltet.
Wheeler wird von Agent Preston verhört, gibt aber keinerlei Information preis. Agent Rhodes übernimmt das Verhör Wheelers, da sie wissen wollen, wo der Aktivierungsschlüssel ist. Wheeler erkennt, dass Rhodes ein Verräter ist. Rhodes tötet den Rest der CIA-Besatzung und zwingt den Rest der Sicherheitsmannschaft des U-Bootes, seinen Befehlen zu folgen. Wheeler schafft es zu fliehen, wird aber von Taylor und Ellis gefangen genommen. Sie planen, in den Kontrollraum zu gehen, um jemanden von oben zu kontaktieren, ohne zu wissen, dass das U-Boot an die Oberfläche steigen oder die Boje schweben muss. Als sie den Kontrollraum erreichen, werden sie überfallen und können fliehen, aber Ellis wird bei einem Schusswechsel getötet.
Wheeler und Taylor zwingen die Besatzung, das U-Boot durch Erhöhen des Rohrdrucks nach oben zu bringen. Auf dem Weg durch das U-Boot wird Taylor angeschossen, überlebt aber. Taylor erfährt, dass Rhodes Wheeler für die CIA rekrutiert hat und er das Laufwerk verkaufen möchte, das einen Algorithmus zur Aktivierung von Schlafagenten enthält. Sie erhalten Hilfe, indem sie Marco befreien, der auch weiß, was los ist und daher nicht getötet werden kann. Rhodes weist Kagan an, zu „Plan B“ zu gehen, während er die U-Boot-Besatzung davon überzeugt, in ihrer aktuellen Tiefe zu bleiben, indem er ihnen sagt, Wheeler sei ein Verräter, da er sich mit Kingsley verbündete.
Wheeler, Taylor und Marco überfallen Kingsley und seine Crew und töten alle außer Kingsley. Kingsley wird Marcos Gnade überlassen. Wheeler und Taylor treffen auf Rhodes und den Captain und versuchen diesen über die Rhodes’ Lügen aufzuklären. Rhodes gerät in Panik und nimmt Captain Darrow gefangen. Taylor wird von Kagan gefangen genommen. Es wird offenbart, dass Agent Ballard mit Rhodes verbündet ist, nachdem sie ihren Tod vorgetäuscht hat. Ballard möchte Wheeler mitnehmen, um den Aktivierungsschlüssel wiederherzustellen, da sie, Rhodes und Kagan damit Millionen verdienen. Wheeler schaltet in einem unbemerkten Moment das Telefon und dessen Lautsprecher im U-Boot ein, damit das Extraktionsteam weiß, was los ist. Rhodes befiehlt Ballard, Taylor zu erschießen. Wheeler schreitet und ein und behauptet, dass er ihnen sagt, wo der Aktivierungsschlüssel aufbewahrt wird, wenn sie Taylor laufen lassen. Während Taylor ihm glaubt, tickt Rhodes aus, und es kommt zu einer Schießerei. Kagan und die U-Boot-Crew töten sich gegenseitig. Ballard schießt auf Wheeler und entkommt, anstatt Taylor zu töten, obwohl Wheeler sie festhält. Wheeler tötet daraufhin Rhodes.
Wheeler und Taylor verlassen das U-Boot und werden von der CIA gestellt. Ihnen wird gesagt, dass die CIA keine Akte öffnen kann, weil das U-Boot ein schwarzer Ort ist und ihre Schuld nicht zugeben kann, da dies ihre Inkompetenz zeigen würde. Die CIA sucht weiter nach Ballard und weist Wheeler und Taylor an, sich zusammenzuschließen und nach Rhodes’ Käufer zu suchen. Es wird offenbart, dass Marco dem U-Boot entkommen ist und Kingsley lebend, nackt und mit Schals gefesselt zurückgelassen hat. Marco verfolgt und tötet Ballard und lässt Wheeler wissen, dass sie jetzt quitt sind.

## Produktion
Der Film markiert die fünfte Zusammenarbeit von Jean-Claude Van Damme und Dolph Lundgren.
Die Dreharbeiten fanden in und bei Mobile und auf der Dauphin Island in Alabama statt.
Die Filmmusik komponierte Spencer Creaghan. Der Soundtrack zum Film wurde am 29. Juni 2018 von Milan Records als Download veröffentlicht.
Der Film kam am 5. April 2018 in den Vereinigten Arabischen Emiraten in die Kinos, wurde am 25. Mai 2018 in Deutschland als Blu-ray und auf DVD veröffentlicht und kam am 8. Juni 2018 in die chinesischen Kinos. International spielte er rund acht Millionen US-Dollar in den Kinos ein.

## Synchronisation
Die deutsche Synchronisation erfolgte nach der Dialogregie von Moritz Weiler im Auftrag der Think Global Media GmbH, Berlin.
| Rolle           | Darsteller             | Synchronsprecher    |
| --------------- | ---------------------- | ------------------- |
| Wheeler         | Jean-Claude van Damme  | Charles Rettinghaus |
| Marco           | Dolph Lundgren         | Manfred Lehmann     |
| Captain Dorrows | John Posey             | Hans Hohlbein       |
| Dax             | Cathal Pendred         | Daniel Johannes     |
| Ferris          | Patrick Kilpatrick     | Erich Räuker        |
| Kagan           | Kris van Damme         | Peter Sura          |
| Kingsley        | Aleksander Vayshelboym | Peter Flechtner     |
| Rhodes          | Al Sapienza            | Frank Röth          |

## Rezeption
In China verzeichnet der Film bislang 1.348.401 Besucher.